# Holger Blüder

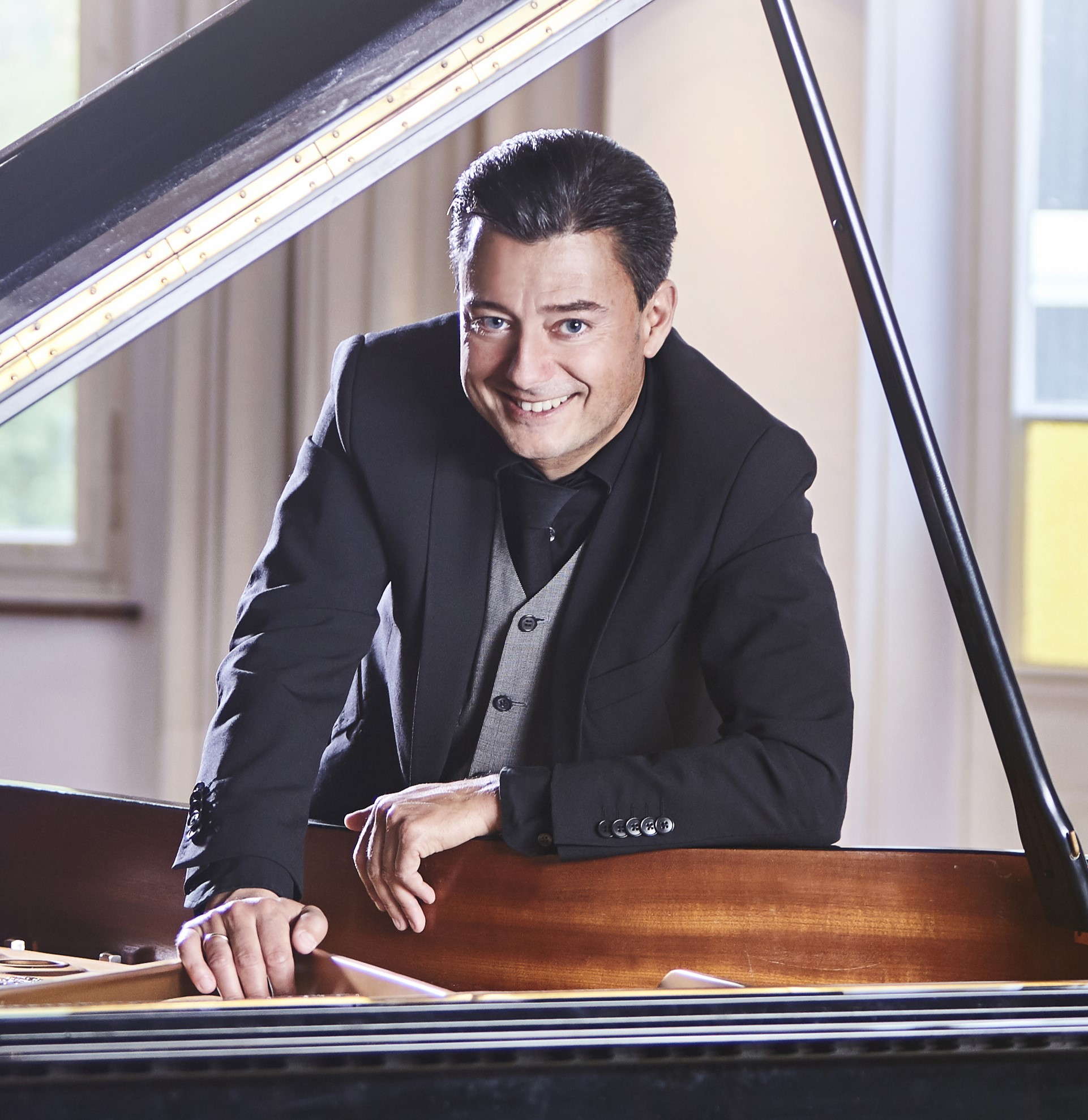
Holger Blüder (2018)

Holger Blüder (* 1969 in Wülfrath) ist ein deutscher Pianist, Dirigent, Chorleiter, Musikpädagoge und Kabarettist.

## Leben und Wirken
Blüder erhielt im Alter von sieben Jahren ersten Klavierunterricht und studierte ab 1989 an der Musikhochschule Düsseldorf, wo er 1995 die Musiklehrerprüfung ablegte. Anschließend absolvierte er an der Musikhochschule Würzburg sein Diplomstudium im Fach Klavier sowie 1999 das Meisterklassendiplom bei Karl Betz. Er besuchte außerdem Meisterkurse in Klavier und Kammermusik und wurde bei internationalen Wettbewerben in Ragusa, Moncalieri und Rom ausgezeichnet.
Blüder konzertierte als Pianist unter anderem in Deutschland, Italien, Frankreich und Schweden und spielte mehrere CDs ein. Solo- und Kammermusikkonzerte wurden vom Bayerischen Rundfunk, Hessischen Rundfunk und Radio France gesendet. Zudem gibt er musikalische Kabarettabende.
Seit 1985 wirkt er als Dirigent von Chören unterschiedlicher Gattungen. Von 1988 bis 2016 war er Kreischorleiter des Sängerkreises Miltenberg, von 1998 bis 2016 Gründer und Leiter des Chores The Gospeltrain (ab 2009 Intakt der Chor). Er leitete außerdem von 2007 bis 2016 die Junge Philharmonie Erlenbach. Seit 2023 ist er Dirigent des Chores Haste Töne Delbrück.
Ab 1997 unterrichtete Blüder als Klavierlehrer und war von 2004 bis 2016 Schulleiter der Musikschule Obernburg am Main. Von 1999 bis 2004 hatte er einen Lehrauftrag für Klavier und Korrepetition an der Musikhochschule Würzburg inne. Auch war er Dozent für Chorleiterausbildung an der Bayerischen Musikakademie Hammelburg. Von 2016 bis 2023 übernahm er die Leitung der Schule für Musik im Kreis Warendorf.  Seit 2024 ist er Leiter der Musikschule für den Kreis Gütersloh.
Außerdem ist er künstlerischer Leiter (Musik- und Theaterwerkstatt) des Kulturgutes Haus Nottbeck. Als stellvertretender Regionalsprecher der Musikschulen im Münsterland ist Blüder seit 2022 Mitglied im erweiterten Vorstand des Landesverbandes der Musikschulen in NRW. Er ist zudem Jurymitglied beim Internationalen Chorwettbewerb im Landkreis Miltenberg sowie vorsitzendes Jurymitglied des Wettbewerbs Jugend musiziert für den Bereich „Klavier vierhändig“.
Blüder lebt in Ahlen. Er ist mit der Fotografin Katharina Kirsch verheiratet, mit der er eine Tochter hat. Aus seiner ersten Ehe stammen zwei Söhne.

## Auszeichnungen
- 2009: Ernennung zum Ehrenchorkreisleiter des Sängerkreises Miltenberg[2]
- 2014: Verleihung des Titels Chordirektor BDC von der Bundesvereinigung Deutscher Chorverbände[2]
- 2016: Goldene Bürgermedaille der Stadt Obernburg[2]
- 2018: Karl-Friedrich-Leucht-Medaille des Maintal-Sängerbundes[2]

## Buchveröffentlichung
- mit Carolin Reich: Der Emsefant und das tierische Orchester. Kinderbuch zur musikalischen Früherziehung. Verlag: Holger Blüder, 2023, ISBN 978-3-00-072435-0.

## Diskografie (Auswahl)
- Musik als Poesie Kammermusik von Brahms bis Britten für Viola & Klavier. Daniela Kohnen, Viola; Holger Blüder, Klavier. Kawohl Verlag, 1997, ISBN 978-3880878624
- Rebecca Clarke: Werke für Viola und Klavier. Daniela Kohnen, Viola; Holger Blüder, Klavier (Coviello Classics; 2002)
- Jacob Schmitt: Grand Fantaisie brillante Opus 225. Holger Blüder, Klavier. Verlag Musikschule Obernburg, 2005